# Programmations du Festival de Confolens dans les années 2000
Cet article présente les programmations du Festival de Confolens dans les années 2000.

## Années 2000

### 2000
| Pays représentés                 | Nom des groupes folkloriques |
| -------------------------------- | --- |
| Bolivie                          | - Ballet Nacional de La Paz |
| Bulgarie                         | - Ensemble des Enfants de la Maison de Rosna Kitka |
| Cambodge                         | - Troupe des Enfants de l'ASPECA de Siem Reap |
| République démocratique du Congo | - Biemb'art |
| Costa Rica                       | - Compania folklorica Tierra y Cosecha de Cartago |
| Espagne                          | - Paisos Catalans Esbart Saint Marti de Barcelone |
| France                           | - Lo Gerbo Baudo, - Lous Brandalous, - Avenir musical du Limousin de Limoges, - Pavanes et capriols du Puy en Velay, - Les Elastonautes, - Opacad d'Exideuil-sur-Vienne, - Maritzuli, - Les Enfants d'Arauzio, - Compagnie multirégionale, - Debout sur le Zinc, - Son Del Corazon, - To'A Reva de Tahiti, - Manivelle et p'tits trous, - Los Buffadors Banda, - Banda du Périgord, - Les Sans soucis de Bordeaux, - Baiona, - Okile de Saint Pierre de la Réunion, - La banda de Bessines, - Pena de Guindailleurs, - Les musiciens en folie, - Banda de Chabanais, - Bandastics de Brenne, - La Chatelaude |
| Macédoine du Nord                | - Fanfare Kanturovi de Berovo |
| Mexique                          | - Fiesta Mexicana de Monterey |
| Russie                           | - El Val du Kamtchatka, - Syra Seve de Salekhard - (Tatarstan) Ensemble national de Kazan |
| Slovaquie                        | - Vranovcan de Vranov Nad Topl'ou |
| Sri Lanka                        | - Sama de Colombo |

### 2001
| Pays représentés | Nom des groupes folkloriques |
| ---------------- | --- |
| Afrique du Sud   | - Thabisong Youth Club de Soweto |
| Chili            | - Bafochi |
| Chine            | - Danse Imperiale Tang de Shaanxi |
| Chypre du Nord   | - Ensemble Folklorique du Nord |
| Espagne          | - Ballet Carmen Cubillo de Madrid, - Banda de Gaitas Avante Cuideiru (Asturies), - Compagnie dalmenca Carmen Guererro de Cadiz, - Banda Camin de Fierro de Asturies                  |
| France           | - Lo Gerbo Baudo, Lous Brandalous, - Banda du Périgord, - Banda de Chabanais, - Banda de Chateauponsac, - Les fusiliers du Roy de la Garde Républicaine, - La Bandan de Saint Sornin |
| Inde             | - Institution de danses kalakar de Bombay |
| Irlande          | - Clasac de Dublin |
| Jamaïque         | - Ensemble national Ashe |
| Russie           | - Armée russe de Saint-Petersbourg, - (République des Maris) Ballet National |
| Serbie           | - Abrazevic de Vlajevo |
| Ukraine          | - Veseli Halychay de Ternopil |
| Venezuela        | - Fundacion danzas cantaclaro de Maracaibo |

### 2002
| Pays représentés             | Nom des groupes folkloriques                   |
| ---------------------------- | ---------------------------------------------- |
| Biélorussie                  | - Ensemble populaire Radost de Brest-Litovsk   |
| Bulgarie                     | - Ensemble Naiden Kirov de Roussé              |
| Burundi                      | - Maitres Tambours Batimbo de Bujumbura        |
| Chine                        | - Danses et chants Shaolin Wushu de Lanzishi   |
| Colombie                     | - Ekobios de Danzas de Cartagena               |
| Écosse                       | - Machaughtons val of Atholl pipe band         |
| Équateur                     | - Grupo Folclorico Tungurahua d'Ambato         |
| Espagne                      | - Ballet Carmen Cantero                        |
| Finlande                     | - Katrilli d'Helsinki                          |
| France                       | - Lo Gerbo Baudo, - Lous Brandalous            |
| Mexique                      | - Grupo folclorico ciudad de Guadalajara       |
| Philippines                  | - Karangahan Philippine dance company          |
| Portugal                     | - Bombos de la casa do polo de po Paul         |
| Roumanie                     | - Doina Carpilator de Iassi                    |
| Russie (République de Sakha) | - Theatre National des danses Yacoutes         |
| Îles Salomon                 | - Ballet Folklorique Wass Ka Nanara Pan Pipers |

### 2003
| Pays représentés  | Nom des groupes folkloriques               |
| ----------------- | ------------------------------------------ |
| Argentine         | - Grand Ballet Argentin de Cordoba         |
| Cuba              | - Ensemble Artistique Maraguan de Camaguey |
| Fidji             | - Ensemble Folklorique Lase-Lase           |
| France            | - Lo Gerbo Baudo, - Lous Brandalous        |
| Italie            | - Ensemble Citta di Quatro de Sardaigne    |
| Ossétie du Nord   | - Ensemble Gorets de Vladivkaskaz          |
| Macédoine du Nord | - Ensemble Orce Nikolov de Skopje          |
| Pérou             | - Association Culturelle Jalmay de Lima    |
| Russie (Touva)    | - Ensemble National Sayani                 |
| Turquie           | - Ensemble Hoy-Tur d'Ankara                |
| Thaïlande         | - Lampang Kalanee Folklore Group           |
| Ukraine           | - Ensemble Hoytsvit de Lviv                |

### 2004
| Pays représentés          | Nom des groupes folkloriques |
| ------------------------- | --- |
| Arménie                   | - Bert d'Erevan |
| Bolivie                   | - Ballet Nacional de La Paz |
| Canada                    | - Mackinaw de Drummondville |
| Chili                     | - Universidad de Tarapaca d'Arica |
| Colombie                  | - Tierra Colombiana de Bogota |
| Estonie                   | - Bass Dans Harju county band de Harjumaa |
| France                    | - Lo Gerbo Baudo, - Lous Brandalous, - Banda de Chabanais, - Banda de Chateauponsac, - Ballet Folklorique Pom'Kanel de Martinique, - Banda de Saint Sornin |
| Guatemala                 | - Ensemble National de Guatemala |
| Kosovo                    | - Ensemble Shota de Pristina |
| Papouasie-Nouvelle-Guinée | - Paluai Sook Sook |
| Bouriatie                 | - Les jeunes étoiles de Baikal |
| Russie (Tchouvachie)      | - Ensemble national académique |
| Sénégal                   | - Yembe |
| Suisse                    | - La Farandole de Courtepin de Fribourg |

### 2005
| Pays représentés    | Nom des groupes folkloriques                                                                                      |
| ------------------- | --- |
| Afrique du Sud      | - Morula Communiti Théâtre Group                                                                                  |
| Chypre du Nord      | - Centre de la Jeunesse de Girné                                                                                  |
| Corée du Sud        | - Namsadang Baudeogi Pungmul d'Anseong                                                                            |
| Égypte              | - Ismalia ensemble Group d'Ismalia                                                                                |
| France              | - Lo Gerbo Baudo, - Lous Brandalous, - Bleuniadur de Saint-Pol de Léon, - Ensemble Folklorique Matapuna de Futuna |
| Lituanie            | - Brass Band Skelpucini                                                                                           |
| Mexique             | - Ballet Folklorique de l'Université de Colima                                                                    |
| Palestine           | - Kalaa Folk Band                                                                                                 |
| Panama              | - Academia folclorica Jose Corella de Chiriqui                                                                    |
| Russie              | - Oural de Tchéliabinsk                                                                                           |
| République de Sakha | - Ensemble Ergtron (Tchouktches)                                                                                  |
| Uruguay             | - Danzamerica de Montevideo                                                                                       |

### 2006
| Pays représentés | Nom des groupes folkloriques                                                           |
| ---------------- | -------------------------------------------------------------------------------------- |
| Afrique du Sud   | - Matsamo Cultural Group                                                               |
| Autriche         | - Stoabichl Musig de Wiesing                                                           |
| Brésil           | - Grupo Raizes de Pernambuco                                                           |
| Costa Rica       | - Compania folklorica Tierra y Cosecha de Cartago                                      |
| Indonésie        | - Ensemble culturel Srangar Sri Gemilang                                               |
| Irlande          | - Compagnie de Danse Clasac de Dublin                                                  |
| France           | - Lo Gerbo Baudo, - Lous Brandalous                                                    |
| Pérou            | - Association Culturelle Brizas Del Titicaca - les Danseurs de Ciseaux Hermanos Chaves |
| Pologne          | - Ensemble Wisla de Plock                                                              |
| Portugal         | - Grupo de Bombos Casa da Povo d'opol                                                  |
| Roumanie         | - Ensemble Timisul de Timisoara                                                        |
| Russie           | - Ensemble Yamarka de Perm                                                             |
| Slovaquie        | - Ensemble Partizan de Slovensko Lupca                                                 |
| Venezuela        | - Danzas Tipicas Maracaibo                                                             |

### 2007
| Pays représentés  | Nom des groupes folkloriques                                  |
| ----------------- | ------------------------------------------------------------- |
| Afrique du Sud    | - Matsamo Cultural Group                                      |
| Bulgarie          | - Théâtre Folklorique Naiden Kirov de Roussé                  |
| Chine             | - Ensemble Artistique des Nationalités des villages du Yunnan |
| Colombie          | - Ballet Folklorique d'Antioquia                              |
| Cuba              | - Ensemble Maraguan de Camaguey                               |
| Daghestan         | - Grand Ballet de la Jeunesse du Daghestan                    |
| Équateur          | - Grupo Folclorico Tungurahua d'Ambato                        |
| États-Unis (Utah) | - Ensemble Bringham Young University de Provo                 |
| France            | - Lo Gerbo Baudo de Confolens                                 |
| Mexique           | - Ballet Folklorique de l'Université de Colima                |
| Serbie            | - Ensemble Branko Krsmanovic de Belgrade                      |
| Tahiti            | - Compagnie de Danses Polynésiennes Manahau                   |
| Turquie           | - Ensemble Hoy-Tur                                            |

Animations :
- Écosse (Mains of Fintry Pipe Band),
- Italie (Sbandieratori dei Rioni de Cori),
- Russie (Orchestre Stargorod de Penza et Ensemble Sloboda de ville de Kirov),
- France (Lous Brandalous).

### 2008
| Pays représentés    | Nom des groupes folkloriques                         |
| ------------------- | ---------------------------------------------------- |
| Argentine           | - Ballet Folklorique de l'Université de Buenos Aires |
| Belize              | - Ballet National                                    |
| Bénin               | - Ballet National                                    |
| Espagne             | - Grupo de Danzas Adolfo de Castro de Cadiz          |
| France              | - Lo Gerbo Baudo, - Lous Brandalous                  |
| Philippines         | - Ballet National Bayanihan                          |
| Kirghizistan        | - Ensemble Sere                                      |
| Moldavie            | - Ensemble Viorica                                   |
| Nouvelle-Zélande    | - Whitieria Performing Arts Troup                    |
| Russie (Oudmourtie) | - Ensemble National Tanok                            |
| Venezuela           | - Fundacion Danzas Nac Mari Quitar                   |

Animations :
- Espagne (Banda de Gaitas Avante Cuideiru (Asturies)),
- Macédoine du Nord (Fanfare Rusit Sakir de Kumanovo).

### 2009
| Pays représentés | Nom des groupes folkloriques                                                                                 |
| ---------------- | --- |
| Bachkortostan    | - Ensemble municipal Miras d'Oufa                                                                            |
| Biélorussie      | - Ensemble populaire Radost de Brest-Litovsk                                                                 |
| Colombie         | - Corporation Folklorica Estefania Caicedo de Baranquilla                                                    |
| Côte d'Ivoire    | - Hahizé club national d'Abidjan                                                                             |
| France           | - Lo Gerbo Baudo de Confolens et Lous Lanusquests (du 14 au 16 août), - El Foment de la Sardana de Perpignan |
| Îles Cook        | - Manavanui cultural Dance Group                                                                             |
| Malaisie         | - Malaysian Hands and Drums Percussion Team                                                                  |
| Pérou            | - Association Culturelle Cosandama                                                                           |
| Porto Rico       | - Ballet Folklorico Brumas de Torito                                                                         |
| Slovaquie        | - Ensemble de danses Gymnik de Bratislava                                                                    |

Animations :
- Chili (Banda Conmocion),
- Espagne (La Tuna),
- France (Eric et Valérie orgue de Barbarie, Lous Brandalous de Confolens, La Banda les Vasastes de Bazas),
- Îles Salomon (Iare Pan Pie Cultural Group).